# 刘麟趾
刘麟趾，河南人，清朝政治人物、同進士出身。
康熙九年（1670年）登庚戌科進士。康熙十九年，接替高岩任福建永安县知县一职，1687年，由何崇接任。